# 美国合同法
美国合同法是指对美国联邦和各州的合同法规则的总称。

## 法律渊源
美国是实行普通法制度的联邦制国家，因而在合同法制度方面，既有成文法，也有案例法，但是主要的合同法规则还是有各州自己制定的。
在各州普遍适用的法律主要有美国合同法重述（第二版）和统一商法典。
另外各州的案例法也是合同法规则的重要渊源。

## 外部連結
- 美国合同法简介中英文对照系列（简体中文）